# Schmalblättriger Rohrkolben
Der Schmalblättrige Rohrkolben (Typha angustifolia) ist eine Pflanzenart aus der Gattung Rohrkolben (Typha) innerhalb der Familie der Rohrkolbengewächse (Typhaceae).

## Beschreibung

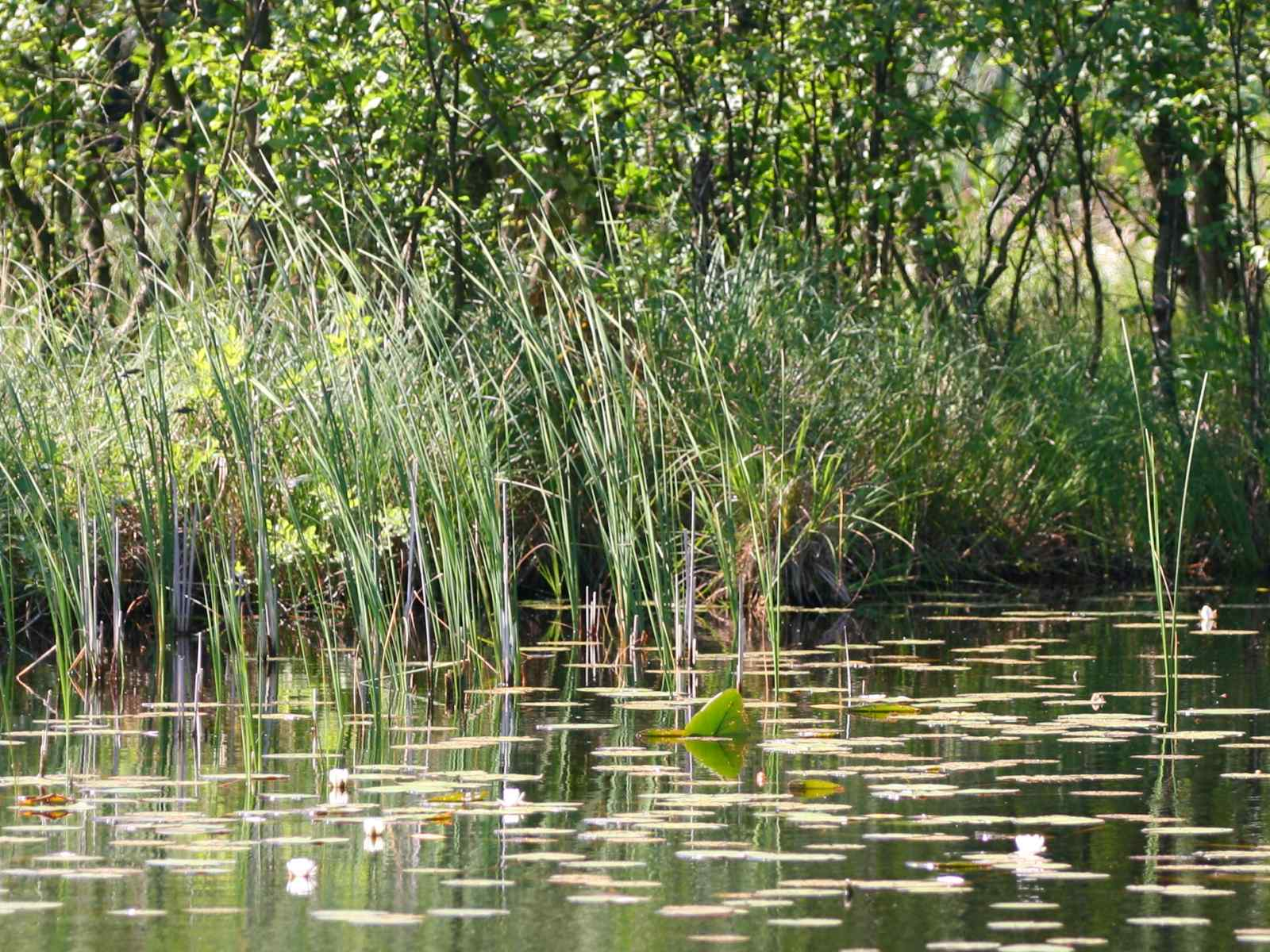
Wuchsform am Gewässerrand

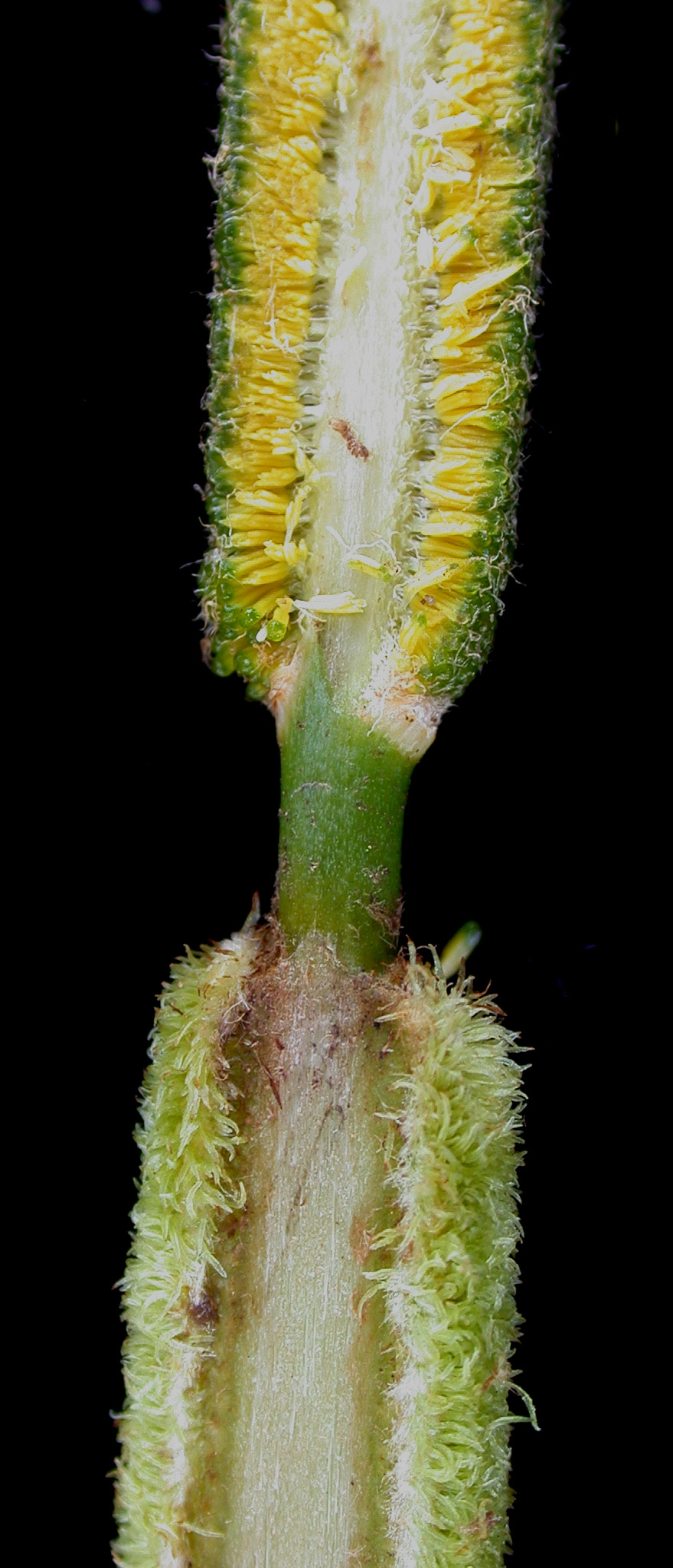
Längsschnitt durch den weiblichen (unten) und männlichen (oben) Kolbenabschnitt

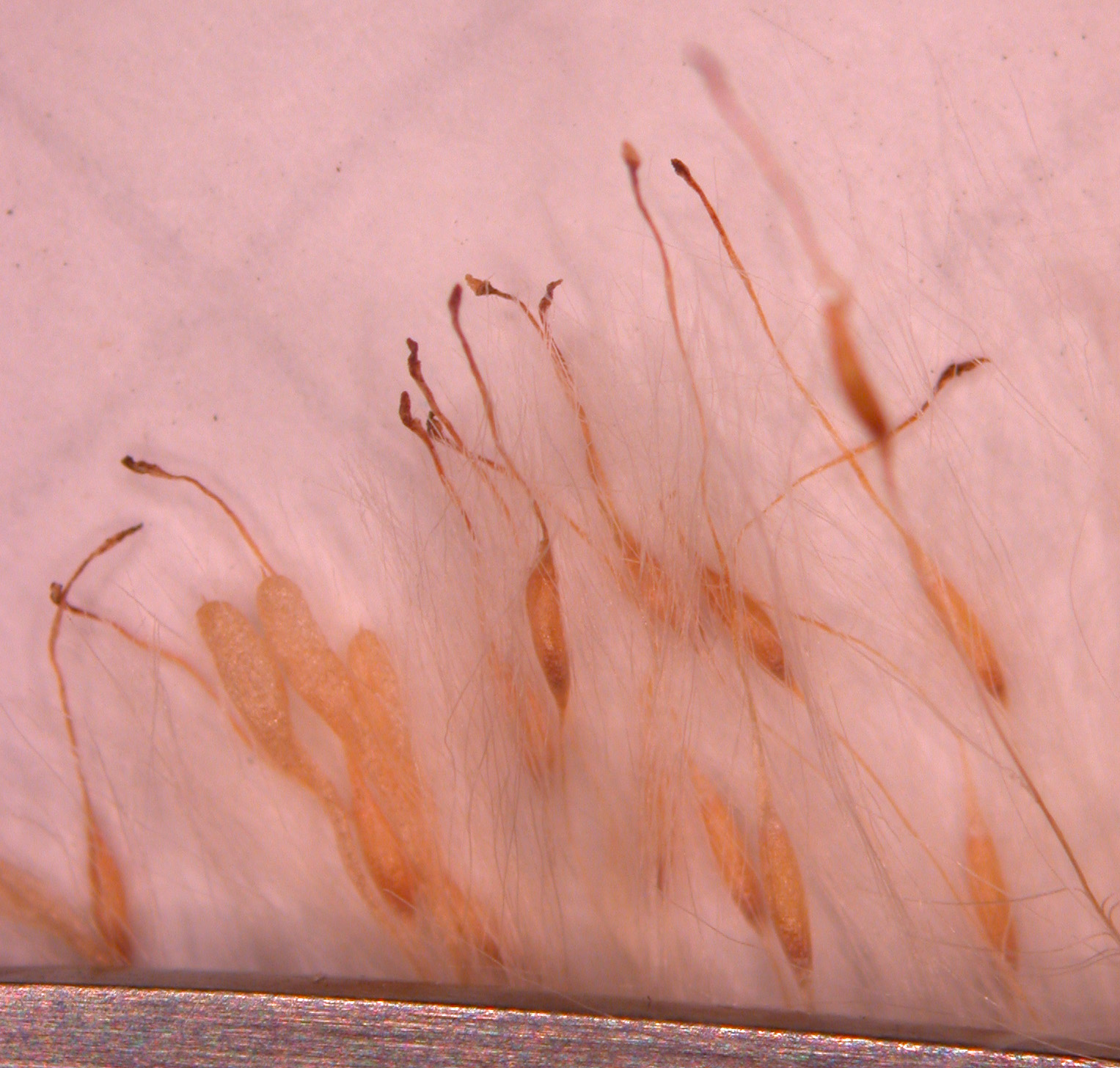
Weibliche Blüten

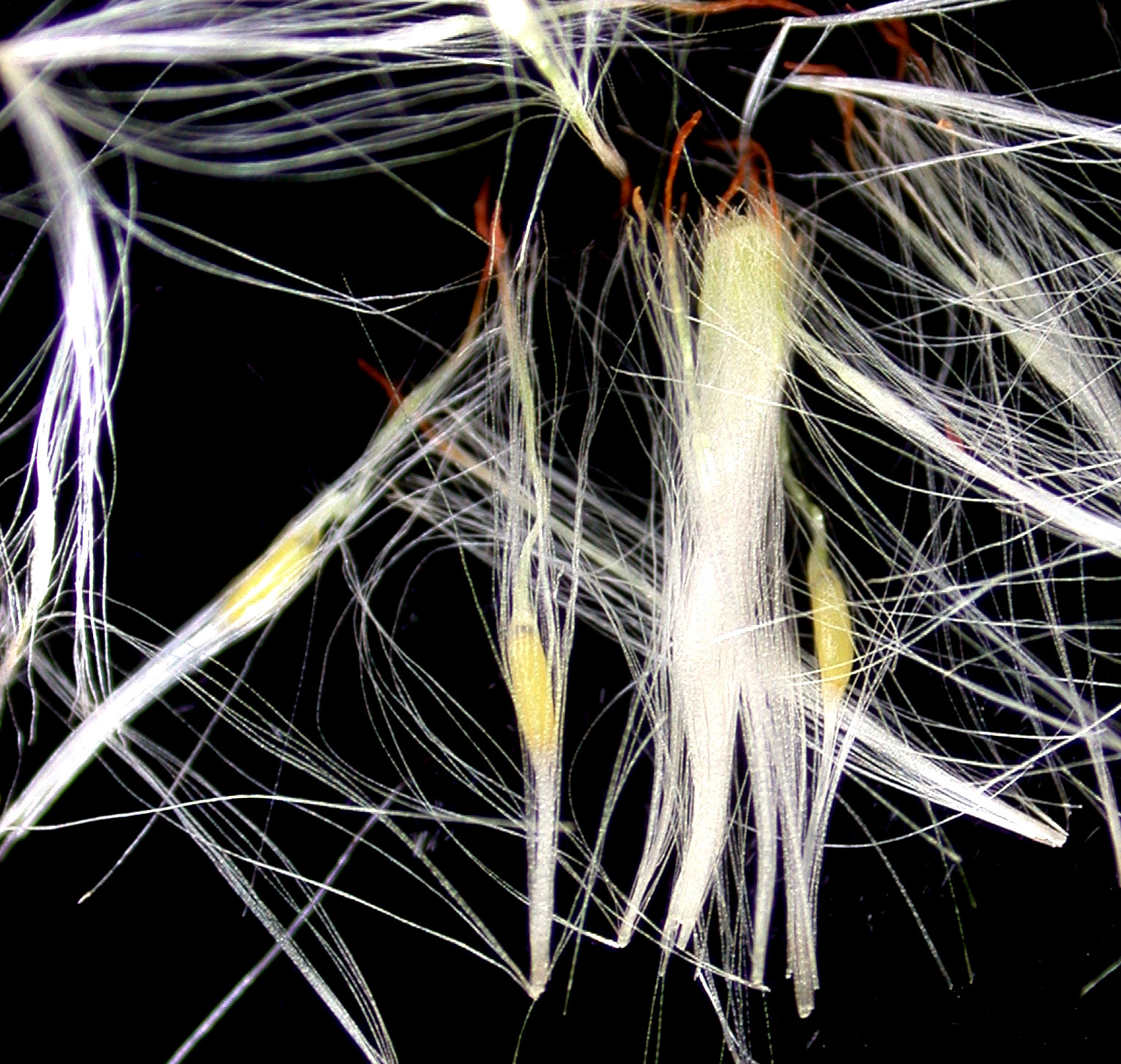
Männliche Blüten

### Vegetative Merkmale
Der Schmalblättrige Rohrkolben ist eine ausdauernde, krautige Pflanze, die Wuchshöhen von 1 bis 2 (bis 3) Metern erreicht. Die unterirdischen Ausläufer sind etwa 1 Zentimeter dick, meist nur wenige Zentimeter horizontal kriechend und dann aufgerichtet. Die Stängel sind beblättert. Die Laubblätter sind oberhalb des Scheidenabschnitts meist 5 bis 8 (3 bis 10) Millimeter breit. Die Blattabschnitte haben neun deutliche und zwei bis vier kleinere randliche Luftkammern.

### Generative Merkmale
Blütezeit ist Juni bis August. Die Blütenstängel werden (75 bis) 140 bis 180 (bis 230) Zentimeter hoch und werden oft um ein Fünftel bis ein Drittel von den Blättern überragt. Männliche und weibliche Blütenkolben sind durch einen (1,5 bis) 2,5 bis 3,5 Zentimeter langen blütenlosen Abschnitt getrennt. Die weiblichen Kolbenabschnitte sind (6 bis) 12 bis 20 (bis 35) Zentimeter lang und dunkelbraun. Der männliche Kolbenabschnitt am oberen Ende des Gesamtblütenstandes ist etwa ebenso lang. Die männlichen Blüten sind mit Perigonhaaren ausgestattet. Sie haben 1 bis 5, überwiegend aber 2 Staubblätter, die mit den Staubfäden verwachsen sind. Frische Staubbeutel sind um 3 Millimeter lang, entleerte nur 1,5 bis 2,8 Millimeter lang. Die Pollenkörner sind einzeln und haben 25 bis 30 µm im Durchmesser. Die weibliche Blütenhülle besteht aus etwa 3 Etagen mit insgesamt 30 bis 40 Perigonhaaren. Die Narben sind fädig und rinnig. Beim Aufblühen wird die dunkelbraune Kolbenoberfläche aus dicht gepackten angeschwollenen Tragblattspitzen von den locker stehenden Narben weißlich pelzig überragt. Zur Blütezeit des männlichen Kolbenabschnitts ergrünen die Narben und vertrocknen später. Danach wachsen die Pistillodien zu einem festen Kolbenabschluß heran und bilden unter den Narben einen grünen Untergrund. Die Pistillodien sind keulenförmig mit aufgesetztem Spitzchen und werden von den Perigonhaaren kaum überragt. Die Samen sind 0,8 bis 1,2 Millimeter lang und 0,21 bis 0,29 Millimeter breit.
Die Chromosomenzahl beträgt 2n = 30.

## Ökologie
Der Verlandungspionier hat meist kurze unterirdische Ausläufer, die der vegetativen Vermehrung dienen.
Seine Blüten sind proterogyn, anemogam und selbstfertil. Die männlichen Blüten sollen sich erst drei Tage nach den weiblichen Blüten öffnen; ist bis dahin keine Fremdbestäubung erfolgt, kann es zur Selbstbestäubung kommen. Die Blütezeit liegt zwischen Juni und August.

## Vorkommen
Der Schmalblättrige Rohrkolben ist in den gemäßigten Zonen der Nordhalbkugel weit verbreitet. Er kommt vor in Eurasien, Nordamerika und im nördlichen Afrika. In Europa fehlt die Art nur in den Ländern Island, Spitzbergen, Bosnien-Herzegowina und Nordmazedonien.
Man trifft diese Pflanzenart ziemlich selten an Ufern oder in Gräben, im Röhricht vorwiegend stehender oder langsam fließender, warmer, oft kalkarmer Gewässer über humosem Schlammboden. Nach Ellenberg ist sie eine Lichtpflanze, ein Wechselwasserzeiger, ein Schwachsäure- bis Schwachbasezeiger, stickstoffreiche Standorte bevorzugend, salzertragend und eine Charakterart der Assoziation Typhetum angustifolii aus dem Verband der Stillwasser-Röhrichte im Süßwasser (Phragmition australis). Sie kommt bis in etwa 1 bis 2 Metern Wassertiefe vor. Sie steigt in der Steiermark bis 1200 Meter und im Kanton Wallis bis 1450 Meter Meereshöhe auf.
Die ökologischen Zeigerwerte nach Landolt et al. 2010 sind in der Schweiz: Feuchtezahl F = 5w+ (überschwemmt aber stark wechselnd), Lichtzahl L = 4 (hell), Reaktionszahl R = 4 (neutral bis basisch), Temperaturzahl T = 4 (kollin), Nährstoffzahl N = 4 (nährstoffreich), Kontinentalitätszahl K = 3 (subozeanisch bis subkontinental), Salztoleranz = 1 (tolerant).
Als Verlandungspionier bildet sie häufig reine Bestände, wird aber trotzdem gelegentlich übersehen, weil oft die nichtblühenden Exemplare überwiegen.

## Verwendung

### Nahrung
Die Rhizome des Schmalblättrigen Rohrkolben können ähnlich wie Kartoffel gekocht und roh gegessen werden. Dabei kann auf einem Hektar die zehnfache Menge an Rhizomen geerntet werden, als würden dort Kartoffeln wachsen (ca. 350 Tonnen frische Rhizome). Aus den getrockneten Rhizomen kann ein Mehl gewonnen werden, welches sich für Gebäcke gut eignet und als Dickungsmittel eingesetzt wird. Getrocknete Rhizome enthalten 46 % Stärke und Zucker und mindestens 20 % Fasern. Rohrkolbenmehl enthält mehr Fett als Mais-, Reis-, Weizen- und Kartoffelmehl. Es enthält mehr Minerale und Kohlenhydrate als Kartoffelmehl und mehr Protein als Mais und Reis. Jungtriebe im Frühjahr oder die Halmbasis während der Vegetationsperiode können roh oder gegart als Spargelersatz gegessen werden; dazu wird am besten der äußere Halmanteil entfernt, es wird also das Mark verwendet. Aus den Blütenständen kann roh oder gegart in Suppen verwendet werden; es schmeckt nach Zuckermais. Die Samen können gegessen werden, sie sind sehr klein und deshalb schwierig zu ernten, sie schmecken nach dem Rösten angenehm nussig. Aus den Samen kann ein Speiseöl gewonnen werden. Der Pollen ist roh oder gegart essbar und sehr proteinreich.

### Textilien
Die Blätter enthalten 25 bis 35 % Fasern. Durch eine chemisch-technische Trennung können diese gewonnen werden. Sie wurden für Mölbelstopfen, Sackleinen und gröbere Garne verwendet. Sie können mit Leinen, Hanf, Sisal und Jute verglichen werden. Man soll etwa 10 Tonnen Fasern pro Hektar gewinnen können.

### Technische Verwertung
Aus Rohrkolben kann man Papier herstellen. Ferner kann man auch aus faserreichen Teilen (Blätter und Stängel) Faserplatten, Zellulose, Viehfutter, Streu und Äthylalkohol herstellen. Aus den Wurzelstöcken kann auch Äthylalkohol hergestellt werden.
Die Rohrkolbenflocken können als Kapokersatz eingesetzt werden. Das Öl aus den Samen eignet sich auch als Rohstoff für industrielle Verwendungen.

### Zierpflanze
Der Schmalblättrige Rohrkolben wird zur dekorativen Gestaltung von Uferpartien als Zierpflanze eingesetzt.

### Sonstiges
Die Samen eignen sich hervorragend als Zunder und wurden in der Antike zum Entzünden eines Feuers verwendet.
Der Pollen wird als Heilmittel eingesetzt.